# سوپر جام اروپا ۲۰۰۲
فینال سوپر جام اروپا ۲۰۰۲، رقابت پایانی سوپر جام اروپا است که مابین دو تیم باشگاه فوتبال رئال مادرید و باشگاه فوتبال فاینورد در ورزشگاه لویی دوم، موناکو برگزار شده‌است.
این مسابقه که در تاریخ ۳۰ آگوست ۲۰۰۲ انجام شده‌است با نتیجه ۳ بر ۱ به سود باشگاه فوتبال رئال مادرید به پایان رسید.